# Ashmeadiella truncativentris
Ashmeadiella truncativentris là một loài Hymenoptera trong họ Megachilidae. Loài này được Michener mô tả khoa học năm 1951.